# Кренжаловський Дмитро
Дмитро Кренжаловський (Дмитро Мартинишин, 22 листопада 1891 — 1946, Бельгія) — командант (поручник) УСС.

## Життєпис
Народився 22 листопада 1891 р. у с. Дибще, Бережанського повіту (теп. Дибще, Козівський р-н). При народженні — Дмитро Мартинишин. Навчався у Бережанській гімназії, вчителював.
Відряджений до легіону УСС із австрійського війська. З 30 червня по серпень 1917 р. очолював Курінь УСС в складі армії Австро-Угорщини, який дислокувався на Тернопільщині. Командував підрозділом УСС в складі УГА до її переходу за Збруч. Перебував у Ходорові разом з НГКА.
За дорученням Начальної команди виїжджав до Києва і просив Гетьмана України П. Скоропадського допомогти українському галицькому війську в заснуванні власних військово-повітряних сил.
Активний учасник українсько-польської війни 1918—1919 рр. Після війни — книготворець, видавець часописів «Будяк», «Кіно». З 1920 року проживав у Львові.
Помер 16.01.1946 р. у Тімелькамі, Верхня Австрія (за ін. даними у Бельгії).